# Nabbören
Nabbören är ett skär i Åland (Finland). Det ligger i Skärgårdshavet och i kommunen Vårdö i landskapet Åland, i den sydvästra delen av landet. Ön ligger omkring 29 kilometer öster om Mariehamn och omkring 250 kilometer väster om Helsingfors.
Öns area är 1,5 hektar och dess största längd är 230 meter i öst-västlig riktning. Trakten är glest befolkad. Närmaste större samhälle är Sund, 18,8 km väster om Nabbören.